# Dyfuzyjność magnetyczna
Współczynnik η (czasami używany jest symbol λ) 
charakteryzujący magnetyczne właściwości ośrodka (proporcjonalny do współczynnika oporu właściwego, czyli odwrotnie proporcjonalny do współczynnika przewodnictwa właściwego)
{\displaystyle \eta ={\frac {1}{\mu _{0}\sigma }}}
gdzie 
μ0 – przenikalność magnetyczna próżni,
σ – konduktywność.